# Irene Bredt
Irene Reinhild Agnes Elisabeth Bredt (també coneguda pel seu nom de casada, Irene Sänger-Bredt) (24 d'abril de 1911-20 d'octubre de 1983) va ser una enginyera, matemàtica i física alemanya. És coneguda per la seva intervenció en el disseny d'una proposta d'aeronau/bombarder intercontinental en el període d'abans i durant la Segona Guerra Mundial, el projecte Silbervogel.

## Vida i carrera
Bredt va obtenir un doctorat en ciències naturals l'any 1936. La seva tesi es titulava RAJOS X en les Terres Rares. Per al seu primer treball, va ser atreta per una oferta amb pocs detalls de l'en aquells dies no gaire conegut Centre de Recerca Aeronàutica en Trauen, Alemanya. Bredt va començar el seu treball de recerca com a ajudant d'Eugen Sänger en aquest centre de desenvolupament de motors per a coets. El seu camp d'activitat es va centrar en la termodinàmica i en la dinàmica de gasos, problemes relacionats amb els propel·lents líquids utilitzats en els coets. Va dirigir el Departament de Física del centre el 1941 i a l'any següent va ser nomenada Primera Ajudant en l'Institut Alemany de Recerca per al Vol de Planatge a Ainring. La seva tasca era el manteniment i l'anàlisi dels vols de prova dels estratorreactors.
El 1945, després de la fi de la Segona Guerra Mundial, Bredt es va traslladar a París per continuar amb la seva recerca a la mateixa àrea que abans però ara per a l'Arsenal d'Aeronàutica francès, més tard conegut com a SNECMA. Al mateix temps, va assessorar MATRA a París Billancourt, així com a l'Institut de Tecnologia de Madràs, al Sud de l'Índia. El 1954, després del seu matrimoni amb Eugen Sänger i del naixement del seu fill, Sänger-Bredt va tornar a Alemanya. Va ser directora científica delegada de l'Institut de Recerca per a la Física de Propulsió a Raig, que havia estat fundat pel seu marit Eugen Sänger a Stuttgart.
L'any 1960, Sänger-Bredt va ser un dels membres fundadors —l'única dona— de l'Acadèmia Internacional d'Astronàutica. El 1963 va treballar com a enginyera assessora en assumptes espacials per a les companyies Junkers i Bölkow (posteriorment Messerschmitt-Bölkow-Blohm GmbH). Irene Sänger-Bredt va morir el 1983 a Stuttgart, Alemanya. Al llarg de la seva carrera, va publicar 88 articles relacionats amb les ciències naturals i en la ciència en la cultura.

## Honors
- Al 1970, Bredt va ser guardonada per la Societat de Coets Alemanya amb la Medalla d'Or Hermann Oberth, en reconeixement dels seus assoliments científics.